# Silene kremeri
Silene kremeri är en nejlikväxtart som beskrevs av Soyer-willemet och Godron. Silene kremeri ingår i släktet glimmar, och familjen nejlikväxter. Inga underarter finns listade i Catalogue of Life.